# New Brunswick Route 4

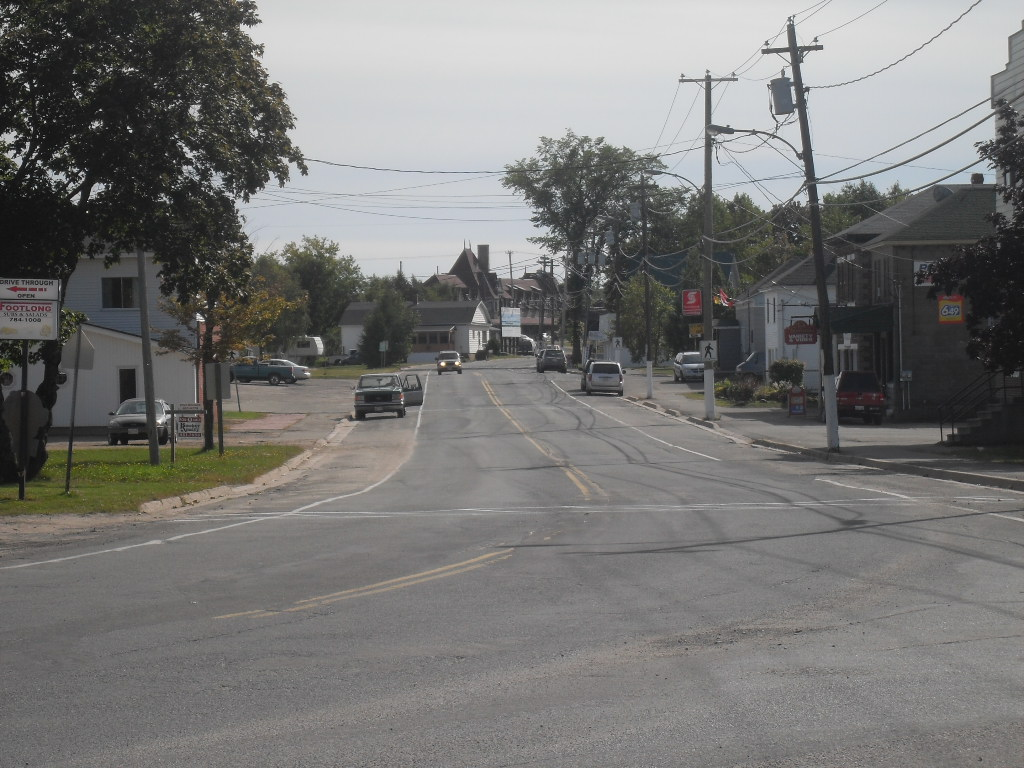
Route 4 in McAdam

Die New Brunswick Route 4 ist ein 28 km langer Highway in der kanadischen Provinz New Brunswick. Die Route wird auf amerikanischer Seite als Maine State Route 6 fortgesetzt, die quer durch den Bundesstaat bis in die kanadische Provinz Québec führt. Die Route führt in nordöstlicher Richtung und verbindet die Route 3 mit der amerikanischen Grenze.
Der erste Streckenabschnitt führt parallel zur Eastern Maine Railway bis nach McAdam. Dort verlässt die Route den Verlauf der Eisenbahnstrecke und verläuft in nordöstlicher Richtung zur Route 3 und endet dort.